# Xdinary Heroes
Xdinary Heroes (coréen : 엑스디너리 히어로즈) est un groupe de rock sud-coréen publié sous le sous-label de JYP Entertainment, Studio J. Ils débutent officiellement le 6 décembre 2021 avec leur single Happy Death Day. Le groupe est composé de six membres : Gunil, Jungsu, Gaon, O.de, Jun Han et Jooyeon.  Tous les membres sont impliqués dans l'écriture, la composition et la production de la musique du groupe. Leur nom est la contraction de Extraordinary Heroes, qui signifie « Tout le monde peut devenir un héros ».

## Histoire

### 2021: Création et débuts avecHappy Death Day
Le 1er novembre 2021, JYP Entertainment publie un teaser intitulé Heroes Are Coming (les héros arrivent), faisant allusion à un nouveau groupe à venir.  Une semaine plus tard, le 8 novembre, le logo et le nom du groupe sont révélés et les comptes officiels des médias sociaux sont lancés. Jooyeon est officiellement annoncé comme le premier membre du groupe, suivi par O.de, Gaon, Jun Han, Jungsu, et Gunil, du 15 au 20 novembre. Du 22 au 27 novembre, des teasers sont publiés, révélant les rôles des membres : Jooyeon à la basse le 22 novembre, O.de au synthétiseur le 23 novembre, Gaon à la guitare électrique le 24 novembre, Jun Han à la guitare électrique le 25 novembre, Jungsu au clavier le 26 novembre, et Gunil à la batterie le 27 novembre. Jungsu et O.de se sont entraînés pour faire partie d'un groupe de K-pop, mais ils ont appris par la suite qu'ils feraient partie d'un groupe.
Le 6 décembre, Xdinary Heroes fait ses débuts avec le single Happy Death Day. La chanson débute à la 12e  place du Billboard World Digital Song Sales.

### 2022:Hello, World!etOverload
Le 28 juin 2022, Xdinary Heroes annonce la sortie de son premier extended play Hello, World! le 20 juillet.
Le 16 septembre, le groupe annonce la sortie de son deuxième extended play Overload, le 4 novembre. Le 19 octobre, le groupe annonce que son premier concert solo Stage ♭ : Overture se déroulera du 16 au 18 décembre. Le 30 octobre, le groupe annonce que la sortie d'Overload est reportée en raison de la période de deuil national à la suite de l'incident de la Bousculade d'Halloween à Itaewon le jour précédent. Le 6 novembre, JYP Entertainment annonce que le groupe sortira Overload le 11 novembre. L'album atteint la 14e place du Billboard World Digital Song Sales.

### 2023-2024: trois nouveaux albums et tournée mondiale
Le 6 mars 2023, le groupe annonce qu'il prévoit de sortir un nouvel album en avril. Le 31 mars, Xdinary Heroes annonce un showcase pour leur prochain album. Le 7 avril, le groupe annonce son troisième EP, Deadlock, qui sort le 26 avril. Avant la sortie, un showcase se déroule au Blue Square à Séoul les 22 et 23 avril.
Le 16 octobre, le groupe sort son 4e mini-album, Livelock puis, à partir du 3 novembre, il effectue sa première tournée mondiale, le Xindinary Heroes 'Break the Brake' World Tour.
Le 30 avril 2024, le groupe sort son premier album, Troubleshooting.

## Membres
Xdinary Heroes se compose des membres suivants, :
| Nom de scène | Nom de scène | Nom de naissance | Nom de naissance | Date de naissance | Nationalité | Position                                           |
| Romanisé     | Coréen       | Romanisé         | Coréen           | Date de naissance | Nationalité | Position                                           |
| ------------ | ------------ | ---------------- | ---------------- | ----------------- | ----------- | -------------------------------------------------- |
| Gunil        | 건일         | Koo Gun-il       | 구건일           | 24 juillet 1998   | Sud-coréen  | Leader, batteur, chanteur, hyung (le plus âgé)     |
| Jungsu       | 정수         | Kim Jung-su      | 김정수           | 26 juin 2001      | Sud-coréen  | Pianiste, chanteur                                 |
| Gaon         | 가온         | Kwak Ji-seok     | 곽지석           | 14 janvier 2002   | Sud-coréen  | Guitariste, rappeur, chanteur                      |
| O.de         | 오드         | Oh Seung-min     | 오승민           | 11 juin 2002      | Sud-coréen  | Synthétiseur, pianiste, rappeur, chanteur          |
| Jun Han      | 준한         | Han Hyung-jun    | 한형준           | 18 août 2002      | Sud-coréen  | Guitariste, chanteur                               |
| Jooyeon      | 주연         | Lee Joo-yeon     | 이주연           | 12 septembre 2002 | Sud-coréen  | Bassiste, visuel, chanteur, maknae (le plus jeune) |

## Discographie

### Albums et mini-albums
| Titre | Détails                                                                                        | Meilleure position | Meilleure position | Meilleure position | Meilleure position | Ventes         |
| Titre | Détails                                                                                        | COR                | POL                | US Heat.           | US World           | Ventes         |
| --- | ---------------------------------------------------------------------------------------------- | ------------------ | ------------------ | ------------------ | ------------------ | -------------- |
| Hello, World!                                                                                             | - Sortie : 20 Juillet 2022 - Label : Studio J, JYP - Formats : CD, digital download, streaming | 4                  | 28                 | —                  | —                  | - COR: 65 494  |
| Overload                                                                                                  | - Sortie : 11 Novembre 2022 - Label: Studio J, JYP - Formats: CD, digital download, streaming  | 5                  | 41                 | 19                 | 14                 | - COR: 82 469  |
| Deadlock                                                                                                  | - Sortie : 26 avril 2023 - Label : Studio J, JYP - Formats : CD, digital download, streaming   | 8                  | —                  | —                  | —                  | - COR: 131 871 |
| Livelock                                                                                                  | Sortie: 11 octobre 2023 Label: Studio J, JYP Formats: CD, digital download, streaming          |                    |                    |                    |                    | - COR: 99 402  |
| Troubleshooting                                                                                           | - Sortie : 30 avril 2024 - Label : Studio J, JYP - Formats : CD, digital download, streaming   |                    |                    |                    |                    | - COR: 96 782  |
| LIVE and FALL                                                                                             | - Sortie : 14 octobre 2024 - Label : Studio J, JYP - Formats : CD, digital download, streaming |                    |                    |                    |                    |                |
| "—" désigne les albums qui n'ont pas fait partie d'un classement ou qui ne sont pas sorties dans ce pays. |                                                                                                |                    |                    |                    |                    |                |

### Singles
| Titre | Année | Meilleur classement | Meilleur classement | Album         |
| Titre | Année | COR                 | US World            | Album         |
| --- | ----- | ------------------- | ------------------- | ------------- |
| Happy Death Day                                                                                             | 2021  | —                   | 12                  | Single        |
| Test Me | 2022  | 187                 | —                   | Hello, World! |
| Strawberry Cake                                                                                             | 2022  | —                   | —                   | Hello, World! |
| Hair Cut | 2022  | 124                 | —                   | Overload      |
| "—" montre les sorties qui n'ont pas fait partie d'un classement ou qui n'ont pas été sorties dans ce pays. |       |                     |                     |               |

### Autres chansons classées
| Titre | Année | Top du classement | Album    |
| Titre | Année | COR               | Album    |
| --- | ----- | ----------------- | -------- |
| Zzz. . ( 잠꼬대 )                                                                                           | 2022  | 153               | Overload |
| Ghost | 2022  | 162               | Overload |
| Crack in the mirror                                                                                         | 2022  | 164               | Overload |
| Lunatic | 2022  | 165               | Overload |
| X-mas | 2022  | 167               | Overload |
| "—" montre les sorties qui n'ont pas fait partie d'un classement ou qui n'ont pas été sorties dans ce pays. |       |                   |          |

## Filmographie

### Émissions web
| Année        | Titre                      | Notes                                                                                | Ref.   |
| ------------ | -------------------------- | ------------------------------------------------------------------------------------ | ------ |
| 2021-présent | Xdinary Heroes: Xtra Files | Coulisses des promotions des musiques du groupe                                      | [ 22 ] |
| 2021-présent | Xdinary Heroes Begins      | Émission de télé-réalité avant leur début                                            | [ 22 ] |
| 2022-présent | Xdinary Days               | Émission de télé-réalité du groupe produisant leur musique et voyageant à l'étranger | [ 23 ] |
| 2022-présent | Xh's Rock The World        | Émission de variétés hebdomadaire                                                    | [ 24 ] |
| 2021         | Xdinary Heroes: Xqxa       | 15 episodes                                                                          | [ 22 ] |

## Concerts
| Date             | Ville | Pays         | Lieu / Plate-forme          |
| ---------------- | ----- | ------------ | --------------------------- |
| 16 décembre 2022 | Séoul | Corée du Sud | Salle olympique Beyond Live |
| 17 décembre 2022 | Séoul | Corée du Sud | Salle olympique Beyond Live |
| 18 décembre 2022 | Séoul | Corée du Sud | Salle olympique Beyond Live |

## Récompenses et nominations
| Cérémonie          | Année | Catégorie                 | Nominee(s)      | Résultat   | Ref.   |
| ------------------ | ----- | ------------------------- | --------------- | ---------- | ------ |
| Genie Music Awards | 2022  | Best Male Rookie          | Xdinary Heroes  | Nomination | [ 26 ] |
| Golden Disc Awards | 2022  | Rookie Artist of the Year | Xdinary Heroes  | Nomination | [ 27 ] |
| MAMA Awards        | 2022  | Best Band Performance     | Happy Death Day | Lauréat    | [ 28 ] |
| MAMA Awards        | 2022  | Best New Male Artist      | Xdinary Heroes  | Lauréat    | [ 28 ] |
| MAMA Awards        | 2022  | Artist of the Year        | Xdinary Heroes  | Nomination | [ 28 ] |
| MAMA Awards        | 2022  | Song of the Year          | Happy Death Day | Nomination | [ 28 ] |